# Тора-э-Пиччилли
Тора-э-Пиччилли (итал. Tora e Piccilli) — коммуна в Италии, располагается в регионе Кампания, в провинции Казерта.
Население составляет 1068 человек (2008 г.), плотность населения составляет 89 чел./км². Занимает площадь 12 км². Почтовый индекс — 81044. Телефонный код — 0823.
Покровителем коммуны почитается святой Симеон, празднование 18 февраля.

## Демография
Динамика населения:

## Администрация коммуны
- Официальный сайт: https://web.archive.org/web/20110120184520/http://toraepiccilli.asmenet.it/